# Still Into You
«Still Into You» —en español: «Aún en ti»— es una canción interpretada por la banda estadounidense de pop punk Paramore, escrita por Hayley Williams y Taylor York, vocalista y guitarrista del grupo, respectivamente. La canción fue dada a conocer por primera vez en un concierto de la agrupación para The Warner Sound el 12 de marzo de 2013, y lanzada como segundo sencillo del álbum Paramore (2013) el día siguiente. Dicho día la discográfica Fueled by Ramen publicó en YouTube un vídeo con la letra de la canción.

## Lanzamiento y composición
La pista fue lanzada el 14 de marzo de 2013. «Still Into You» es una canción de  power pop, con acordes de guitarra minimalistas, metalófonos indie dance, tambores de fondo y sintetizadores que recuerdan a Gotye. MTV comparó la canción con el estilo de la banda The Cars, diciendo que podría ser su lado B. Durante la canción Williams canta acerca de su larga relación con Chad Gilbert y cómo sus sentimientos aparentemente ha permanecido igual desde su primer encuentro. En una entrevista, Williams dijo que la canción es una canción de amor. Ella dijo

«"Still Into You" es definitivamente una canción de amor. Es definitivamente feliz. [...] [Cuando la escribí] fui parcial, pero [definitavente] no es una canción de amor cursi [...] Nunca hemos hecho eso antes, y honestamente no tengo un montón de experiencia [en] escribir canciones de amor, o de todos modos letras que son como estas».

### Semanales
| País           | Lista                           | Mejor posición |
| -------------- | ------------------------------- | -------------- |
| Australia      | Australian Singles Chart        | 5              |
| Bélgica        | Ultratip Flanders               | 60             |
| Canadá         | Canadian Hot 100                | 58             |
| Corea del Sur  | Gaon International Chart        | 146            |
| Escocia        | Official Scottish Singles Chart | 13             |
| Estados Unidos | Billboard Hot 100               | 24             |
| Estados Unidos | Adult Top 40                    | 27             |
| Estados Unidos | Digital Songs Sales             | 22             |
| Francia        | French Singles Chart            | 189            |
| Irlanda        | Irish Singles Chart             | 6              |
| Nueva Zelanda  | New Zealand Singles Chart       | 14             |
| Reino Unido    | Official Singles Chart          | 15             |

## Certifications
| País           | Certification (Certificación) | Certificación |
| -------------- | ----------------------------- | ------------- |
| Australia      | 2x Platinum                   | 140 000       |
| Canada         | Gold                          | 40 000        |
| United Kingdom | Silver                        | 200 000       |
| United States  | Platinum                      | 1 300 000     |
| Venezuela      | Oro                           | 15 000        |